# Reichsbundhütte

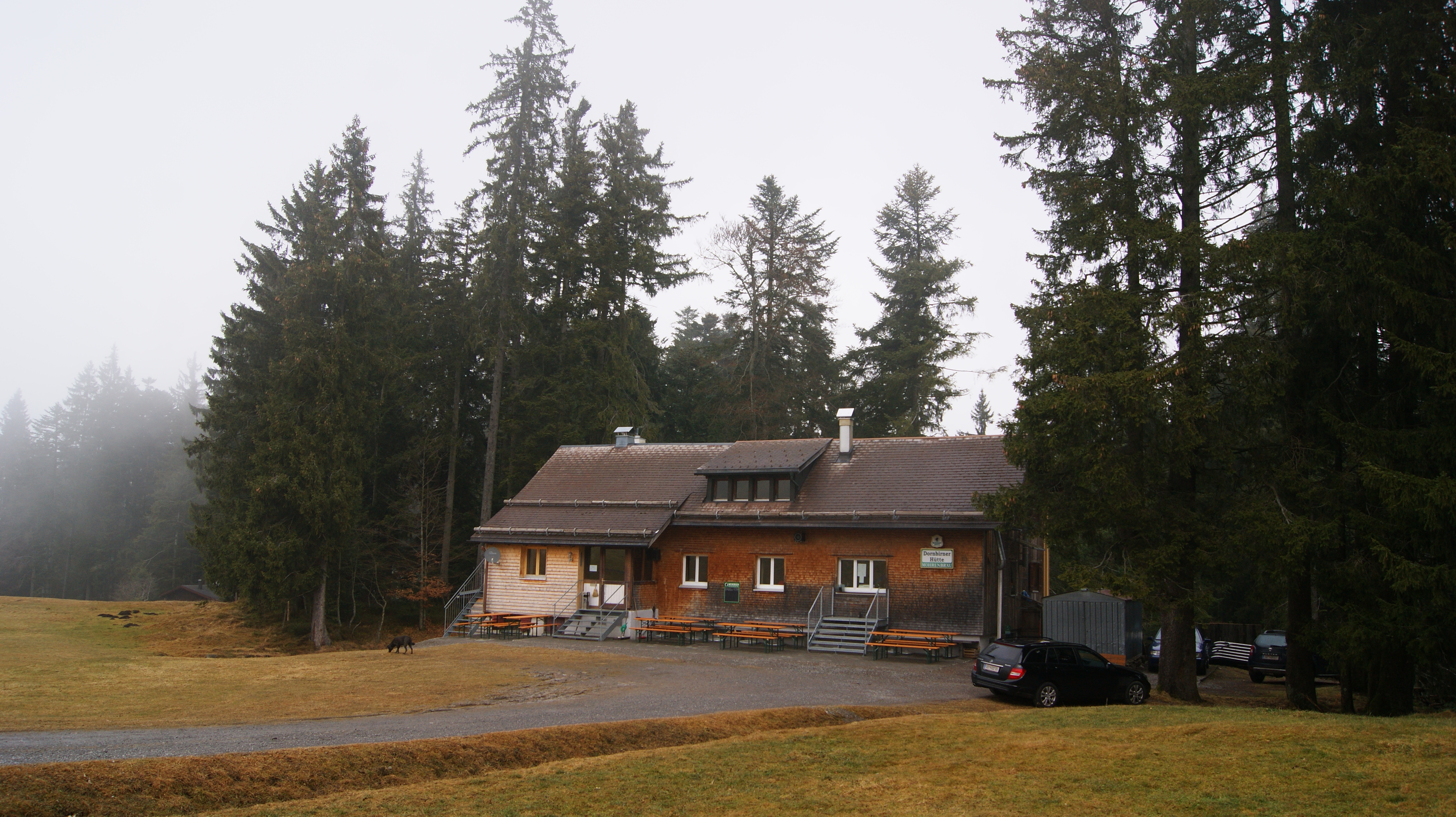
Reichsbundhütte am Bödele (Dezember 2016)

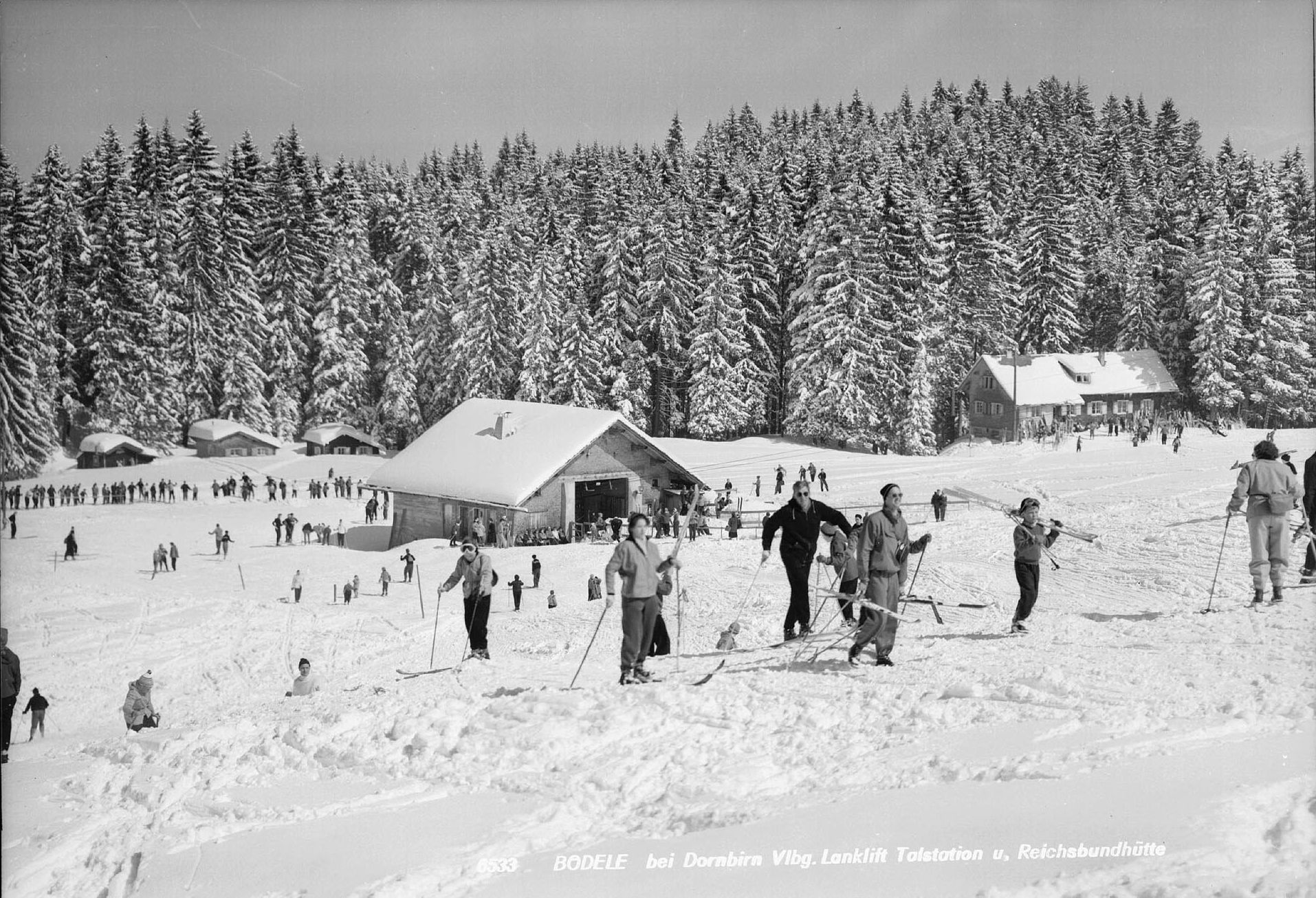
Der alte Lanklift (Talstation des Schleppliftes) und die Reichsbundhütte (rechts)

Die Reichsbundhütte (etwa 1190 m ü. A.) ist eine bewirtschaftete Hütte am Bödele im Gemeindegebiet von Schwarzenberg. 2005 wurde die Reichsbundhütte in Dornbirner Hütte umbenannt. Es stehen zwei Schlafräume (Lager) für 21 bzw. 15 Personen zur Verfügung sowie zwei Zimmer.

## Name
Der ursprüngliche Eigentümer der Reichsbundhütte, der Landesverband der katholischen Jugendvereine, war Mitglied beim Reichsbund, einem 1923 gegründeten Sportverband der Katholischen Jugend Österreichs. Daraus wurde der Name Reichsbundhütte abgeleitet.
2003 erwarb die Stadt Dornbirn die Reichsbundhütte und 2005 wurde die Hütte auf Dornbirner Hütte umgetauft. In der Bevölkerung ist sie nach wie vor als Reichsbundhütte bekannt.

## Geschichte
Die Reichsbundhütte wurde auf Initiative von Alfons Marte, dem Landespräses der katholischen Jugend Vorarlbergs und Pfarrer in Dornbirn-Haselstauden, gebaut. Das notwendige Grundstück mit einer Gesamtfläche von 2069 m² wurde 1930 gekauft. In den folgenden Jahren wurde die Hütte erbaut.
1938 erfolgte im Zuge des Anschlusses Österreichs an das Dritte Reich die Zwangsauflösung auch der katholischen Jugendvereine. Die Reichsbundhütte wurde von der NSDAP enteignet und der Hitlerjugend für deren Jugendaktivitäten im Rahmen des Nationalsozialismus zur Verfügung gestellt.
Nach dem Ende der Nationalsozialistischen Diktatur und dem Einmarsch französischer Besatzungstruppen wurden mehrere Hütten im Bereich des Bödele für marokkanische Soldaten requiriert. Die Reichsbundhütte wurde zu einem Stall für Maulesel umfunktioniert.
1946 wurde die Hütte zurückgegeben und sie wurde Instand gesetzt und neu eingerichtet. 1954 wurde ein Zubau errichtet und die sanitären Anlagen erneuert. Bis 1958 wurde die Bewirtschaftung der Reichsbundhütte von den Mitgliedern der katholischen Jugend Dornbirn ehrenamtlich selbst durchgeführt. Als 1971 der Landesverband der katholischen Jugendvereine Vorarlbergs aufgelöst wurde, übernahm die Diözese Feldkirch die Liegenschaft samt Gebäude.
2003 wurde die Reichsbundhütte an die Stadt Dornbirn verkauft.

## Lage und Zufahrt
Die Reichsbundhütte steht in der Gemeinde Schwarzenberg im Bregenzerwald auf dem Bödele. Eine öffentliche Zufahrt besteht nicht. Die Reichsbundhütte liegt am unteren Ende der Waldabfahrt (Piste Nr. 6) des Skigebiets Bödele-Hochälpele-Schwarzenberg, etwa 100 Meter südöstlich der Talstation des Lanklifts (Sessellift).
Die Reichsbundhütte (Dornbirner Hütte) ist etwa 5 km Luftlinie östlich des Zentrums der Stadt Dornbirn und etwa 3,6 km vom Zentrum von Schwarzenberg entfernt.

## Gewässer
Wenige Meter östlich der Reichsbundhütte befindet sich der Winsauerbach, der am Lank entspringt. Der Winsauerbach speist unter anderem den Bödelesee. Ab etwa Gewässerkilometer (GwKm) 1,85 wird der Winsauerbach als Stauderbach bezeichnet und mündet in die Schwarzach (etwa bei GwKm 7,70).

## Sport

### Sommer
Die Reichsbundhütte ist zu Fuß und auch mit Kinderwagen sowie für Menschen mit eingeschränkter Mobilität erreichbar. Die nächstgelegenen Wanderstützpunkte sind die Hochälpelehütte und die Lustenauer Hütte des Österreichischen Alpenverein sowie die Bregenzer Hütte der Naturfreunde (1290 m ü. A.).

### Winter
Die Reichsbundhütte (Dornbirner Hütte) ist im Winter als Ferienlager für Schülerskikurse aus der Region Vorarlberg (Alpenrheintal) und dem Allgäu seit Jahrzehnten sehr beliebt. Die Hütte ist auch Ausgangspunkt für Winterwanderungen auf das Hochälpele und in den Bereich des Dornbirner First.